# 니플게이트
슈퍼볼 XXXVIII 하프타임 논란(영어: Super Bowl XXXVIII halftime show controversy)는 2004년 2월 1일 미국 텍사스주 휴스턴에서 CBS TV로 생중계된 슈퍼볼 XXXVIII의 하프타임 쇼는 유두 방패로 장식된 자넷 잭슨의 유방이 저스틴 팀버레이크에 의해 약 반초 동안 시청자들에게 노출되었던 순간으로 유명하다. 니플게이트(영어: Nipplegate)라고도 불리는 이 사건은 즉각적인 단속과 방송의 부정성에 대한 광범위한 논쟁으로 이어졌다.
하프타임 쇼는 MTV에 의해 제작되었고 네트워크의 Choose or Lose 캠페인에 초점을 맞추었다. 이 노출은 총 1억 4천 3백 6십만 명의 시청자에게 방송되었다. 의상사건에 이어 내셔널 풋볼 리그(NFL)는 슈퍼볼 XXXV 하프타임 쇼도 제작했던 MTV가 앞으로 슈퍼볼 하프타임 쇼에 참여하지 않겠다고 발표했다. 게다가 CBS의 모회사인 비아콤과 그것의 공동 소유 자회사인 MTV와 인피니티 브로드캐스팅은 잭슨의 싱글과 뮤직 비디오의 블랙리스트를 전 세계의 많은 라디오 포맷과 음악 채널에 적용했다. 연방 통신 위원회(FCC)는 CBS 27,500달러의 부정행위 위반으로 벌금을 부과하고 이를 325,000달러로 인상했다. 그들은 결국 이 사건으로 CBS에 사상 최고인 55만 달러의 벌금을 부과했지만, 2011년 제3회 순회항소법원에 의해 벌금형이 면제되었고, 2012년 벌금 복원에 대한 소송이 기각되었다.
이 사건은 많은 평론가들이 계획적인 홍보 수단이라고 주장하면서 미국 내와 해외에서 조롱을 받았다. 일부 미국 논평가들은 미국 문화에서 도덕성을 떨어뜨리는 신호라고 보는 반면, 다른 이들은 이 사건이 무해하다고 보고 지나친 관심과 반발을 받았다고 주장했다. 방송 규제가 강화되면서 미국 내 검열과 언론의 자유에 대한 우려가 높아졌다.
유튜브 공동 창업자인 자베드 카림은 이 사건이 동영상 공유 웹사이트의 창설을 이끈 것으로 보고 있다. 이 사건은 또한 "자넷 잭슨"을 2004년과 2005년의 가장 많이 검색된 사람으로 만들었다. 그 사건은 "하루 동안 가장 많이 검색된 사건"의 기록을 깼다. 이 사건은 TiVo 역사상 가장 많은 시청, 녹화, 재생이 되었고 "추정 35,000명의 새로운 [TiVo] 가입자를 유치했다." "옷장 오작동"이라는 용어는 이 사건의 결과로 만들어졌고, 결국 메리엄-웹스터의 대학 사전에 추가되었다.